# Joakim Brodén
Joakim "Jocke" Brodén, švedsko - češki glasbenik, pevec in tekstopisec * 5. oktober 1980 Falun, Švedska. 
Brodén je znan predvsem kot vodja rock glasbene skupine Sabaton, kjer kot vokalist igra klaviaturo in občasno tudi kitaro. Skupino je skupaj s Pärom Sundströmom ustanovil leta 1999.